# Miséricorde (arme)
Pour les articles homonymes, voir miséricorde (homonymie).

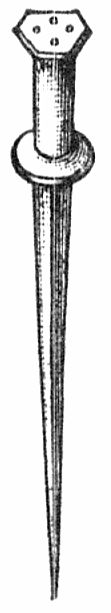
Miséricorde.

La miséricorde est une dague à lame effilée, large au talon avec nerf saillant dont les combattants se servaient pour achever leurs adversaires à terre entre le XIVe siècle et jusqu'au XVe siècle et peut-être plus tôt.

## Description
La miséricorde possédait une lame large de section plate, triangulaire ou carrée, munie d'une garde en quillons. Plus longue qu'une dague ordinaire, elle était parfois classée comme épée courte ou comme dagasse par certains spécialistes.
Elle n'était pas utilisée comme main-gauche (qui n'apparut qu'à partir du XVIe siècle, après l'abandon des armes à deux mains) mais pour achever un adversaire démonté, tombé au sol. On l'enfonçait par un défaut de l’armure de plates au niveau du gorgerin.
Il ne faut pas la confondre avec le stylet, poignard court à section triangulaire couramment utilisé comme arme d'assassin ou d'autodéfense. 

## Origine du nom
Deux hypothèses existent sur le nom de cette arme, la première voulant qu'on accorde miséricorde à un blessé grave en l'achevant[réf. nécessaire], l'autre voulant que le blessé auquel l'arme était destiné réclame quartier et miséricorde pour lui, à la vue de l'arme.